# Реал дел Аламито (Ермосиљо)
Реал дел Аламито (шп. Real del Alamito) насеље је у Мексику у савезној држави Сонора у општини Ермосиљо. Насеље се налази на надморској висини од 270 м.

## Становништво
Према подацима из 2010. године у насељу су живела 4 становника.

### Хронологија
| Година       | 2000      | 2005        | 2010 |
| ------------ | --------- | ----------- | ---- |
| Становништво | 9 (4 / 5) | 19 (8 / 11) | 4    |

### Попис
| # | Индикатор                     | Вредност |
| - | ----------------------------- | -------- |
| 1 | Укупно домаћинстава           | 6        |
| 2 | Укупно насељених домаћинстава | 2        |
| 3 | Величина локације             | 1        |